# Air Starline
Air Starline (offiziell ASA – Air Starline AG) war eine im September 1990 gegründete, in Basel ansässige Schweizer Charterfluggesellschaft, die ihren Betrieb Anfang 1994 eingestellt hat. Das Tochterunternehmen des Schweizer Reisekonzerns African Safari Club führte hauptsächlich Zubringerverkehr für die firmeneigene Reederei Starline Cruises durch.

## Geschichte
Im Jahr 1989 hatte der African Safari Club (ASC) mit der „MS Fleurette“ ein eigenes Flusskreuzfahrtschiff auf dem Nil in Betrieb genommen. Kurz darauf erwarb das Schweizer Unternehmen die „MS Royal Star“, mit der es von Mombasa (Kenia) ausgehende Hochseekreuzfahrten im Indischen Ozean anbieten wollte. ASC entschied sich dazu, die Zubringerflüge zu beiden Schiffen in Eigenregie durchzuführen und gründete hierzu am 3. September 1990 die Tochtergesellschaft Air Starline.
Air Starline nahm den Betrieb im Dezember 1990 mit einer Douglas DC-8-63 auf, die sie von ihrem kenianischen Schwesterunternehmen African Safari Airways (ASA) erhalten hatte. Um die Maschine bei Bedarf auch weiterhin für die kenianische Gesellschaft nutzen zu können, wurde die Bemalung und die Rumpfaufschrift des Flugzeugs nicht verändert. Air Starline trat somit im Außenauftritt ebenfalls unter der Marke ASA auf, wobei jedoch ihre DC-8 in Gegensatz zu der in Kenia registrierten Maschine eine Schweizer Landesflagge auf dem Seitenleitwerk trug. Das Flugzeug wurde im Januar 1994 an die US-amerikanische Frachtfluggesellschaft ABX Air verkauft. Gleichzeitig stellte Air Starline den Betrieb ein. Ihre Auflösung erfolgte am 16. November 1994.

## Flotte
- Douglas DC-8-63 (Kennzeichen: HB-IBF)